# Orthocis transversatus
Orthocis transversatus är en skalbaggsart som först beskrevs av Kraus 1908.  Orthocis transversatus ingår i släktet Orthocis och familjen trädsvampborrare. Inga underarter finns listade i Catalogue of Life.